# California Golden Seals
Die California Golden Seals (IPA: [kælɨˈfɔrnjə ˈɡoʊl.dən siːls]) waren ein professionelles Eishockeyteam in der National Hockey League (NHL), das von 1967 bis 1976 in Oakland auch unter den Namen California Seals und Oakland Seals spielte. Von 1976 bis 1978 spielten sie noch als Cleveland Barons.

## Geschichte

Das erste Logo der Seals (1967–1974)

Als die NHL 1966 ankündigte nach der Zeit der „Original Six“ die Liga zur Saison 1967/68 um sechs Teams zu erweitern, sollten auch zwei Teams aus Kalifornien dabei sein. Neben Los Angeles wollte man auch ein Team aus der Gegend von San Francisco. Barry van Gerbig kaufte hierzu die San Francisco Seals aus der Western Hockey League und, da es in San Francisco keine passende Eishalle gab, zog er mit ihnen ein paar Kilometer weiter nach Oakland. Dort spielte man unter dem Namen California Seals in der Oakland Arena. Man hoffte auf den Bau einer passenden Arena in San Francisco und nannte das Team auch mit Rücksicht auf die bisherigen Fans California Seals. Die Farben des Teams waren blau, grün und weiß. Die Hallenpläne platzten und schon nach einem Monat, am 8. November 1967, wurde das Team in Oakland Seals umbenannt. Der Zuschauerzuspruch war mäßig und das Team enttäuschte sportlich. Nachdem Pläne platzten, das Team nach Vancouver umzuziehen, wurde es nach der Saison umgekrempelt. Nur sieben der 20 Spieler durften bleiben. Das neue Team qualifizierte sich in den beiden darauf folgenden Jahren für die Play-offs.
Vor der Saison 1970–71 wurde das Team an den Besitzer der Oakland Athletics, Charlie O. Finley verkauft, der das Team in California Golden Seals umbenannte und die Team-Farben denen der Athletics (grün, gold und weiß) anglich. Der sportliche Erfolg blieb aus und im Februar 1974 übernahm die NHL die Kontrolle über das Team. Als der erneute Versuch scheiterte, das Team nach San Francisco in eine neue Halle umzuziehen, wurde es 1976 nach Cleveland verkauft, wo es als Cleveland Barons noch bis zum Ende der Saison 1977/78 spielte, ehe es mit den Minnesota North Stars fusionierte.

## Saisonstatistik
Abkürzungen: GP = Spiele, W = Siege, L = Niederlagen, T = Unentschieden, OTL = Niederlagen nach Overtime, SOL = Niederlagen nach Shootout, Pts = Punkte, GF = Erzielte Tore, GA = Gegentore, PIM = Strafminuten
| Saison  | GP  | W   | L   | T   | Pts | GF   | GA   | PIM  | Platz                | Playoffs                                                                                |
| 1967/68 | 74  | 15  | 42  | 17  | 47  | 153  | 219  | 787  | 6., Western Division | nicht qualifiziert                                                                      |
| 1968/69 | 76  | 29  | 36  | 11  | 69  | 219  | 251  | 811  | 2., Western Division | Niederlage im Viertelfinale, 3:4 (Los Angeles)                                          |
| 1969/70 | 76  | 22  | 40  | 14  | 58  | 169  | 243  | 845  | 4., Western Division | Niederlage im Viertelfinale, 0:4 (Pittsburgh)                                           |
| 1970/71 | 78  | 20  | 53  | 5   | 45  | 199  | 320  | 937  | 7., Western Division | nicht qualifiziert                                                                      |
| 1971/72 | 78  | 21  | 39  | 18  | 60  | 216  | 288  | 1007 | 6., Western Division | nicht qualifiziert                                                                      |
| 1972/73 | 78  | 16  | 46  | 16  | 48  | 213  | 323  | 840  | 8., Western Division | nicht qualifiziert                                                                      |
| 1973/74 | 78  | 13  | 55  | 10  | 36  | 195  | 342  | 651  | 8., Western Division | nicht qualifiziert                                                                      |
| 1974/75 | 80  | 19  | 48  | 13  | 51  | 212  | 316  | 1101 | 4., Adams Division   | nicht qualifiziert                                                                      |
| 1975/76 | 80  | 27  | 42  | 11  | 65  | 250  | 278  | 1058 | 4., Adams Division   | nicht qualifiziert                                                                      |
| Gesamt  | 698 | 182 | 401 | 115 | 479 | 1826 | 2580 | 8037 |                      | 2 Playoff-Teilnahmen 2 Serien: 0 Siege, 2 Niederlagen 11 Spiele: 3 Siege, 8 Niederlagen |

## Erfolge und Ehrungen

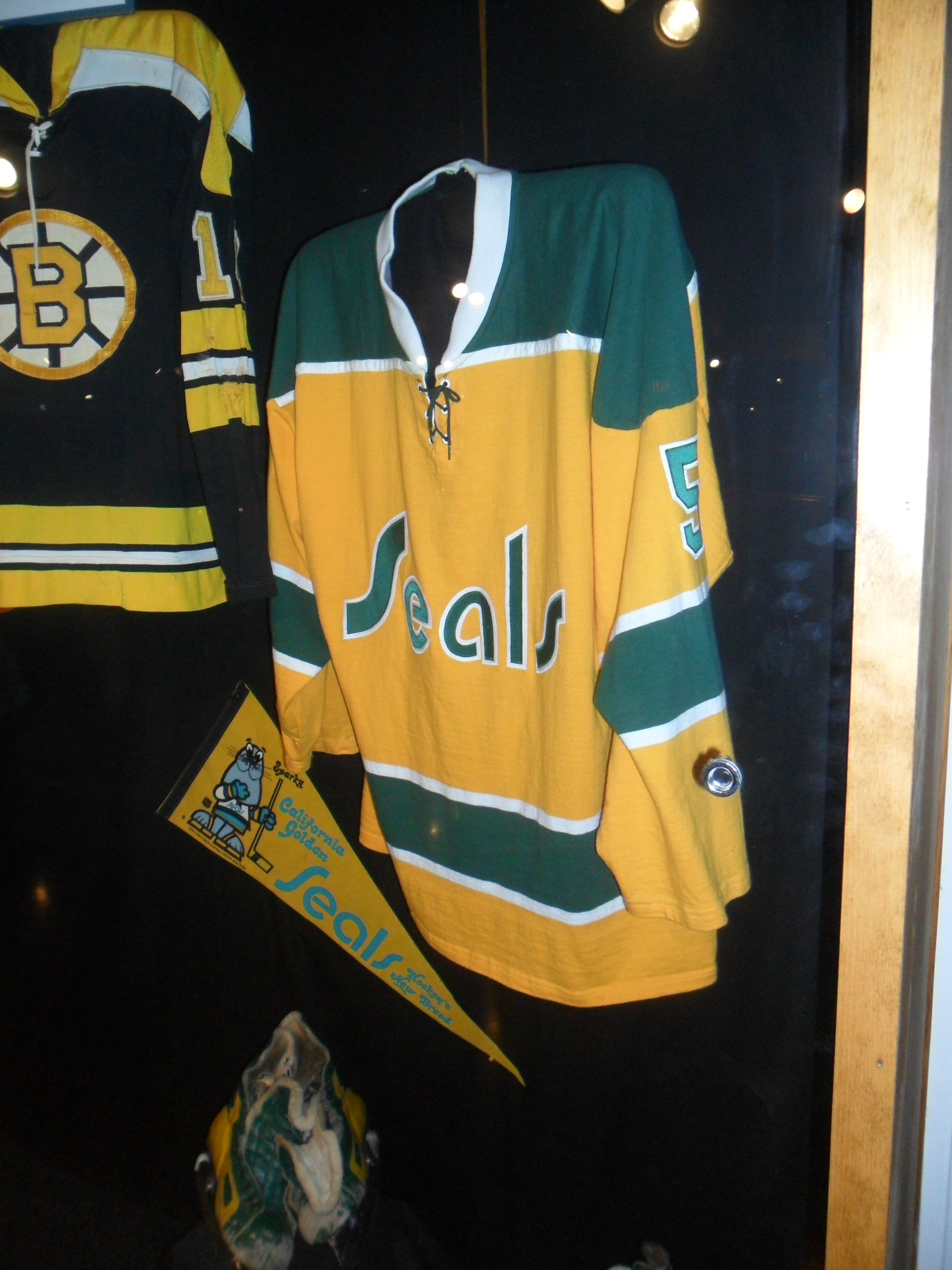
Trikot der Golden Seals

- Playoff-Teilnahme: 1969 und 1970

### Individuelle Auszeichnungen
Bill Masterton Memorial Trophy: Ted Hampson war 1969 der einzige Spieler in der Geschichte, der mit einer persönlichen Trophäe ausgezeichnet wurde.
- 1969 – Ted Hampson

## Hall of Famers
- Harry Howell

## Mannschaftskapitäne
- 1967–1968 Bobby Baun
- 1968–1971 Ted Hampson
- 1970–1972 Carol Vadnais
- 1971–1973 Bert Marshall
- 1974–1975 Joey Johnston
- 1975–1976 Jim Neilson
- 1975–1976 Bob Stewart